# Довре (тауншип, Миннесота)
Довре (англ. Dovre) — тауншип в округе Кандийохай, Миннесота, США. На 2000 год его население составило 1968 человек.

## География
По данным Бюро переписи населения США площадь тауншипа составляет 89,3 км², из которых 70,4 км² занимает суша, а 18,8 км² — вода (21,10 %).

## Демография
По данным переписи населения 2000 года здесь находились 1968 человек, 708 домохозяйств и 589 семей.  Плотность населения —  27,9 чел./км².  На территории тауншипа расположено 736 построек со средней плотностью 10,5 построек на один квадратный километр. Расовый состав населения: 98,88 % белых, 0,36 % афроамериканцев, 0,10 % коренных американцев, 0,10 % азиатов, 0,15 % — других рас США и 0, % приходится на две или более других рас. Испанцы или латиноамериканцы любой расы составляли 0,97 % от популяции тауншипа.
Из 708 домохозяйств в 38,3 % воспитывались дети до 18 лет, в 79,1 % проживали супружеские пары, в 2,5 % проживали незамужние женщины и в 16,8 % домохозяйств проживали несемейные люди. 13,3 % домохозяйств состояли из одного человека, при том 4,4 % из — одиноких пожилых людей старше 65 лет. Средний размер домохозяйства — 2,77, а семьи — 3,05 человека.
27,8 % населения — младше 18 лет, 6,7 % — в возрасте от 18 до 24 лет, 24,8 % — от 25 до 44, 31,7 % — от 45 до 64, и 9,0 % — старше 65 лет. Средний возраст — 40 лет. На каждые 100 женщин приходилось 108,5 мужчин.  На каждые 100 женщин старше 18 приходилось 107,6 мужчин.
Средний годовой доход домохозяйства составлял 60 489 долларов, а средний годовой доход семьи —  65 774 доллара. Средний доход мужчин —  41 920  долларов, в то время как у женщин — 26 625. Доход на душу населения составил 25 824 доллара. За чертой бедности находились 2,1 % семей и 4,7 % всего населения тауншипа, из которых 8,4 % младше 18 и 5,2 % старше 65 лет.